# Die Hard Trilogy
 (avril 2020).
Cet article concerne le jeu vidéo. Pour les films, voir Die Hard.
Die Hard Trilogy est un jeu vidéo d'action basé sur la série de films Die Hard, développé par Probe Entertainment, commercialisé sur les consoles PlayStation, Saturn et sur Microsoft Windows en 1996. Die Hard Trilogy est composé de trois jeux en un,,, chacun étant basé sur l'un des trois premiers films de la saga Die Hard et possédant un gameplay différent des deux autres.
Dans les trois éditions, le joueur incarne John McClane, le héros de la série. Le jeu a également une suite, Die Hard Trilogy 2: Viva Las Vegas, qui conserve les trois genres de jouabilité, mais dont l'histoire est différente de celle des films. Selon le site squabblebox.co.uk, le jeu se classe septième meilleur jeu vidéo commercialisé sur PlayStation en 1996.

## Développement
Le jeu est développé par Croydon, un studio de développement basé au Royaume-Uni ainsi que par Probe Entertainment qui possède la licence des musiques du jeu. Le jeu a initialement été développé sur la console de jeu Sony PlayStation – les versions Sega Saturn et PC étaient en développement lorsque la version pour PlayStation était presque achevée. Les versions PC et Saturn ont requis un autre moyen de développement qui est moins complexe grâce aux cartes graphiques de l'époque. Les visages des développeurs peuvent être aperçus parmi les antagonistes du jeu. En Allemagne, le jeu a été banni par son extrême violence. En effet, un chapitre du jeu amène le joueur à conduire une voiture en ayant la possibilité d'écraser des gens, projetant du sang sur le pare-brise.

## Système de jeu
L'adaptation du premier film (Piège de cristal) est réalisée sous forme d'un TPS (jeu de tir à la troisième personne). Le joueur doit éliminer tous les ennemis présents dans chacun des niveaux et sauver le maximum d'otages. Chaque niveau représente un étage de la tour Nakatomi Plazza. Un portage pour la Nintendo 64, nommé Die Hard 64, était envisagé, mais a finalement été annulé.
Le deuxième jeu, tiré du deuxième film (58 minutes pour vivre) est un rail shooter, jouable au pistolet optique. Le joueur doit éliminer tous les ennemis qui se présentent devant lui, en évitant d'abattre les otages. La progression du jeu suit la trame du film, commençant à l'aéroport pour se finir dans une église.
Le dernier jeu, adaptation du troisième film (Une journée en enfer) est un jeu de course, plaçant le joueur au cœur d'une course contre-la-montre pour désamorcer des bombes. Le joueur conduit une voiture dans les rues de New York, et doit atteindre un point défini en temps limité. Si le temps imparti est écoulé, les bombes explosent et le jeu est terminé.

## Accueil
Die Hard Trilogy est accueilli d'une manière positive par la presse spécialisée. GameRankings donne une note générale de 86,14 % sur la version PlayStation comptée à partir de sept articles. Les versions Microsoft Windows et Saturn sont notées à 76,50 % et 70 % respectivement,,. La moyenne générale pour la version PC a été attribuée à partir de deux articles et celle de la version Saturn a été attribuée à partir de quatre articles.
Le site internet britannique IGN attribue au jeu la note de 7,5 sur 10. Les lecteurs de Jeuxvideo.com attribuent une moyenne générale de 15/20 à la version PlayStation en date de janvier 2012 ; aucune note officielle sur le site n'est cependant donnée. Diverses notes ont été attribuées notamment par Gamezilla avec une moyenne générale de 85 %, par Edge avec un 7/10 (avec 36 articles) ainsi que par Joypad avec une moyenne générale exceptionnelle de 96 % avec 96 articles.

## Postérité
En 2018, la rédaction du site Den of Geek mentionne le jeu en 7e position d'un top 60 des jeux PlayStation sous-estimés : « Die Hard Trilogy contient trois excellents jeux en un, et était très impressionnant pour son époque. »